# Motion Sickness
A Motion Sickness a Bright Eyes egy dala és egyben első kislemeze, amelyet 2000-ben adott ki a Blood of The Young Records. Az első, fekete hanglemezen megjelent sorozatból csak 1100 darabot értékesítettek, de a későbbi, átlátszó sárga verzióból további 2200-at, a többszínűből pedig 3300-at adtak el. A borítón látható fotók és az elrendezés Casey Scott munkája.

## Számlista
Az összes dal szerzője Conor Oberst. 
| 1.   | Motion Sickness                   | 4:46 |
| 2.   | Soon You Will Be Leaving Your Man | 5:10 |
| 9:56 |                                   |      |

## Fordítás
Ez a szócikk részben vagy egészben  a   Motion Sickness (song) című angol Wikipédia-szócikk ezen változatának fordításán alapul.  Az eredeti cikk szerkesztőit annak laptörténete sorolja fel. Ez a jelzés csupán a megfogalmazás eredetét és a szerzői jogokat jelzi, nem szolgál a cikkben szereplő információk forrásmegjelöléseként.